# Range Rover Velar
Range Rover Velar je luxusní SUV od automobilky Land Rover. Je vyráběn od roku 2017 a má vyplňovat mezeru mezi menším Range Rover Evoque a větším Range Rover Sport.
Velar byl poprvé oficiálně odhalen na sérii ukázkových fotografií dne 22. února 2017. Představen byl 1. března 2017 na akci v London Design Museum. Oficiální odhalení bylo na autosalonu v Ženevě dne 7. března 2017. Jméno Velar vychází z prvního prototypu Range Roveru z roku 1969. Standardem je pohon 4x4.

## Výbava
Range Rover Velar byl jako první vůz od Land Roveru vybaven infotainmentem Touch Pro Duo. Ten zahrnuje dvě 10palcové dotykové středové obrazovky a 12,3palcový digitální přístrojový štít. Samozřejmostí je také rozhraní Apple CarPlay a Android Auto.
Velar je postavený na platformě Jaguar Land Rover iQ[AI] (D7a), kterou sdílí s modely Jaguar F-Pace, XF a XE. Velar je postaven v továrně v Solihull.

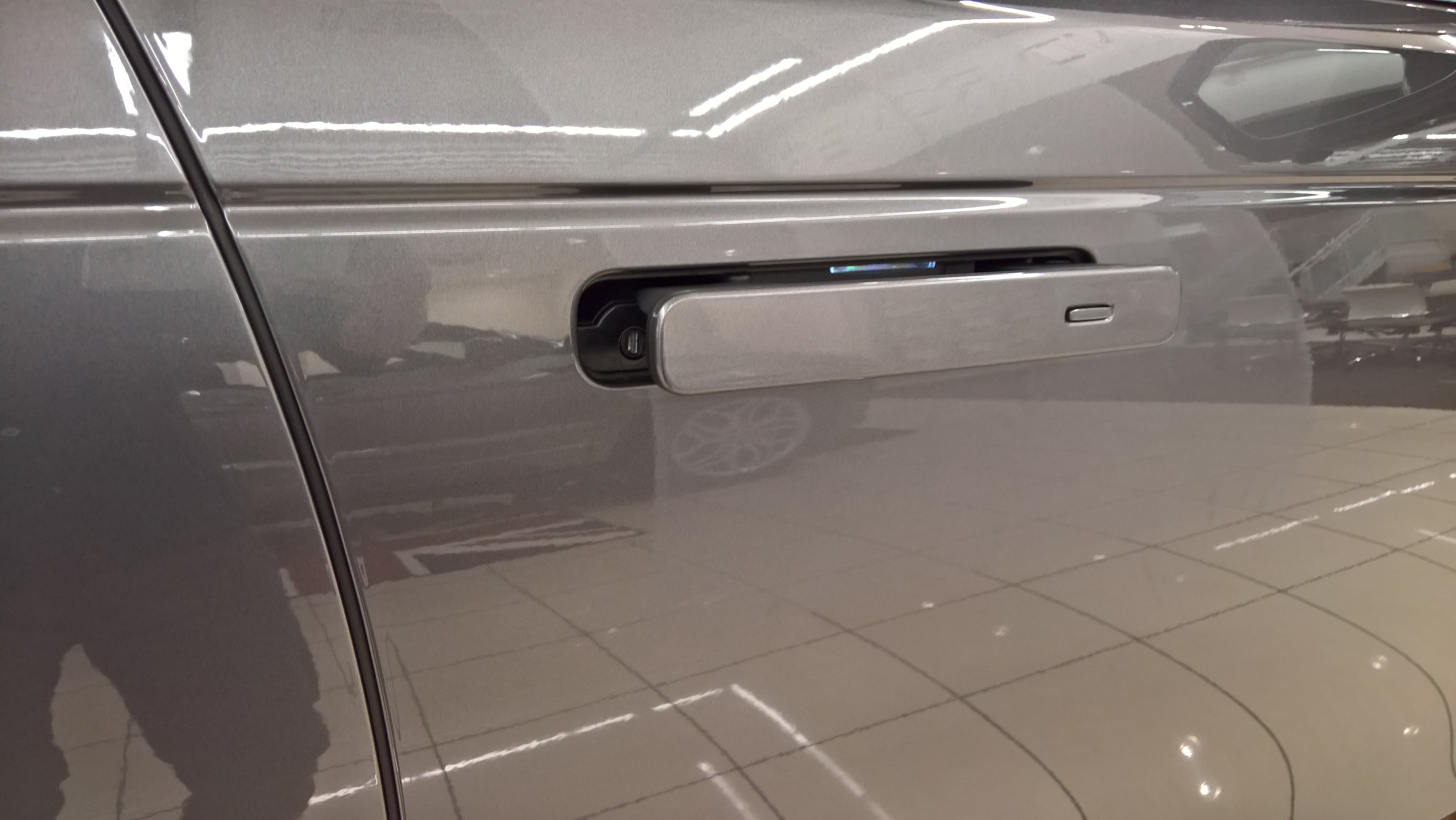
Vysunovací kliky Range Roveru Velar.

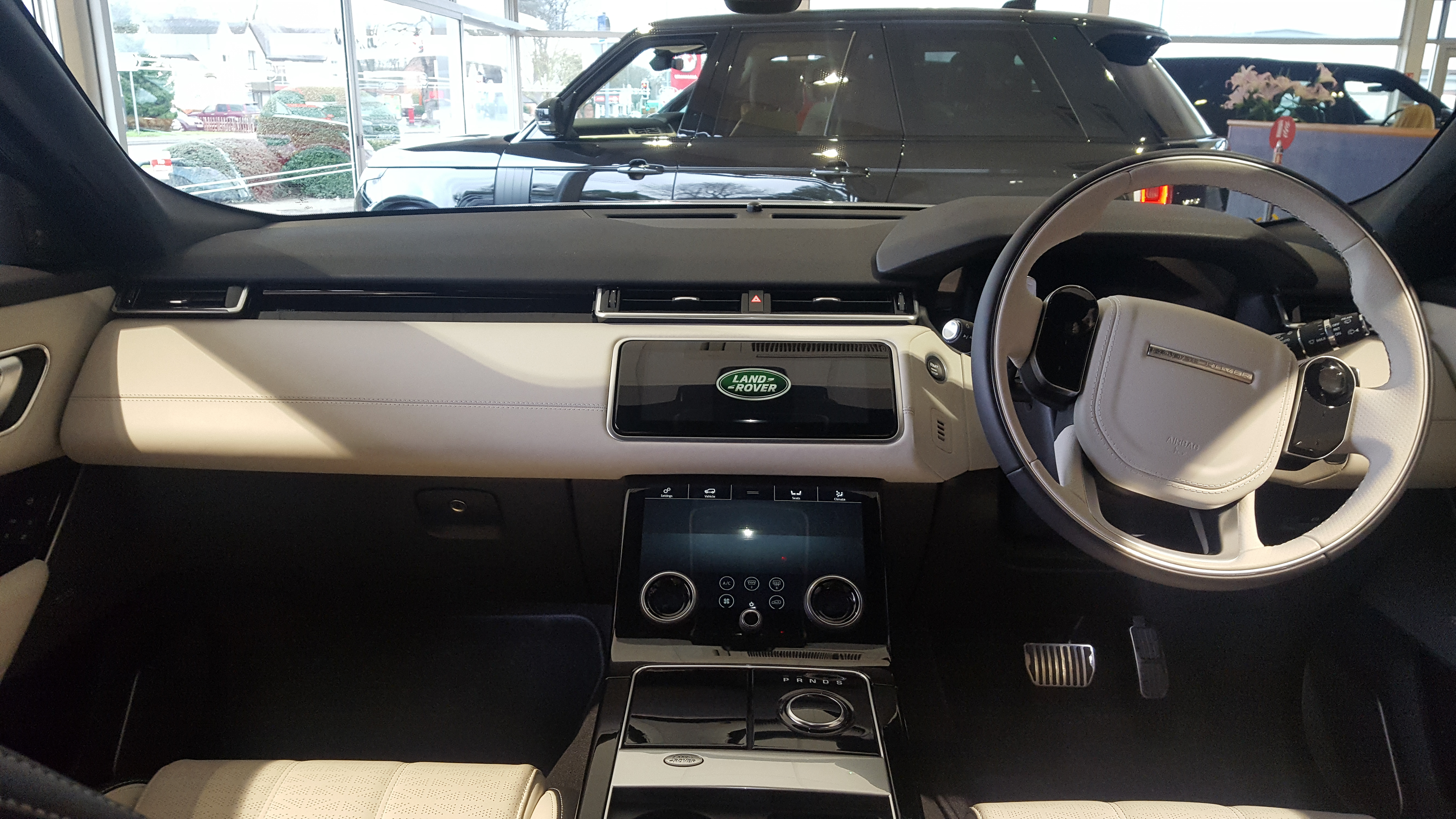
Interiér se systémem Touch Pro Duo.

Za příplatek pak může mít Velar laserové Matrix LED světlomety, které dosvítí až do 550m a dokážou také vystínovat protijedoucí auto. Novinkou jsou také vyjíždějící kliky, které poté dostal i Range Rover Evoque po faceliftu v roce 2018. Zajímavý je pak i náramek Activity Key. Ten je vodotěsný a můžete s ním odemknout auto, i když je klíč uvnitř vozu.

## Technické specifikace
| Benzinové motory | Benzinové motory | Benzinové motory         | Benzinové motory               | Benzinové motory           | Benzinové motory | Benzinové motory | Benzinové motory          |
| Model            | Objem            | Max. výkon při ot./min   | Max. točivý moment při ot./min | Převodovka                 | Max. rychlost    | 0–100 km/h       | Komb. spotřeba [l/100 km] |
| ---------------- | ---------------- | ------------------------ | ------------------------------ | -------------------------- | ---------------- | ---------------- | ------------------------- |
| P250             | 1997 cm³         | 250 kW při 5000 rpm      | 365 Nm. při 1300–4500 rpm      | 8-speed ZF 8HP automatická | 217 km/h         | 7.5 s            | 7.7 L/100 km              |
| P400             | 2995 cm³         | 400 kW při 5500–6500 rpm | 550 Nm. při 2000–5000 rpm      | 8-speed ZF 8HP automatická | 250 km/h         | 5.5 s            | 11.9 L/100 km             |
| Dieselové motory |                  |                          |                                |                            |                  |                  |                           |
| Model            | Objem            | Max. výkon při ot./min   | Max. točivý moment při ot./min | Převodovka                 | Max. rychlost    | 0–100 km/h       | Komb. spotřeba [l/100 km] |
| D200             | 1997 cm          | 204 kW při 4250 rpm      | 430 Nm. při 1750–2500 rpm      | 8-speed ZF 8HP automatická | 210 km/h         | 8.2 s            | 5.3 L/100 km              |
| D300             | 2996 cm³         | 300 kW při 4000 rpm      | 650 Nm. při 1500–2500 rpm      | 8-speed ZF 8HP automatická | 230 km/h         | 6.5 s            | 6.9 L/100 km              |